# James E. Hill
Pour les articles homonymes, voir Hill.
James Erskine Hill (né le 1er octobre 1921 à Stillwater et mort le 20 mai 1999 à Colorado Springs) est un aviateur militaire et officier américain.
As de l'aviation pendant la Seconde Guerre mondiale et général de l'armée de l'air des États-Unis, il a été notamment commandant en chef du Commandement de la défense aérospatiale de l'Amérique du Nord (NORAD) et du Commandement de la défense aérospatiale de l'US Air Force, dans un quartier général à la base aérienne Peterson à Colorado Springs, au Colorado.